# Parque nacional de Peneda-Gerez
El Parque Nacional de Peneda-Gerez o de Peneda-Jurés[cita requerida] (en portugués, y de forma oficial, Parque Nacional da Peneda-Gerês, PNPG) es el único parque nacional de Portugal (si bien hay numerosos parques naturales, paisajes y reservas protegidos por todo el país). Está situado en el noroeste de Portugal, haciendo frontera con España, donde se encuentra el parque natural de Baja Limia y Sierra del Jurés. El parque nacional se extiende por la sierra de Jurés o de Gerez y la sierra de Suazo (en portugués, Peneda o Soajo), de las que deriva su nombre.
El parque se creó el 8 de mayo de 1971, gracias en parte a la campaña de presión organizada por la Liga para la protección de la naturaleza, coordinada por el Carlos Manuel Leitão Baeta Neves, debido a su interés científico nacional e internacional, con objeto de proteger el suelo, el agua, la flora, la fauna y el paisaje y preservar al mismo tiempo su valor para los recursos naturales y humanos existentes. Otros objetivos del parque son el turismo y la educación.
El primer director fue el ingeniero de montes José Lagrifa Mendes. 

## Geografía
El parque nacional Peneda-Gerez está situado en el noroeste de Portugal y se extiende por los municipios de Melgazo, Arcos de Valdevez, Ponte da Barca, Terras de Bouro y Montalegre. Tiene un área de 702,9 km², de los cuales 52,75 km² son propiedad pública, 194,38 km² propiedad privada y los restantes 455,77 km² son bien comunal.
Había una población de 9099 habitantes según el censo de 1991, que suponía un descenso del 16% sobre los 10 849 habitantes censados en 1981.

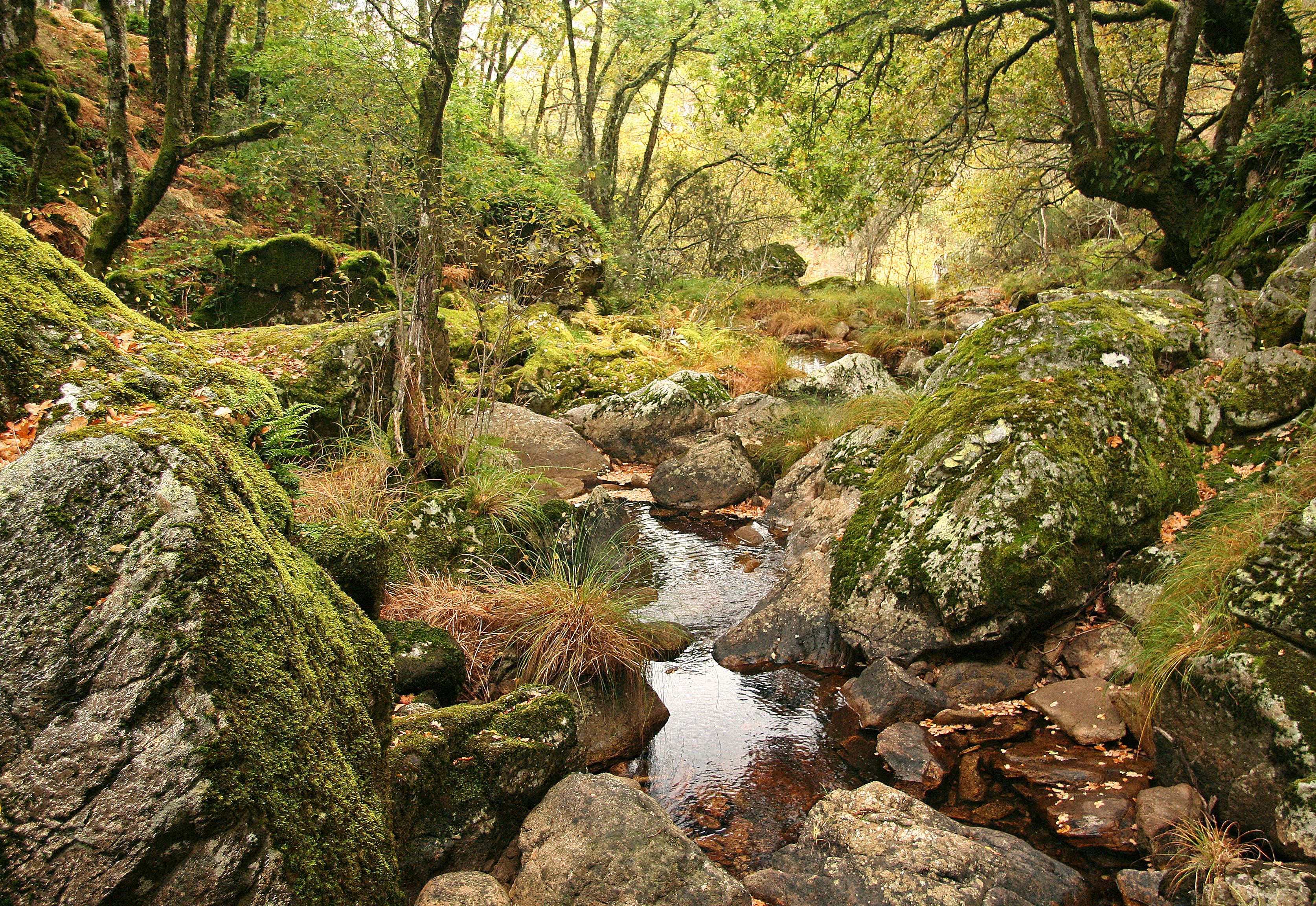
Entorno del parque.

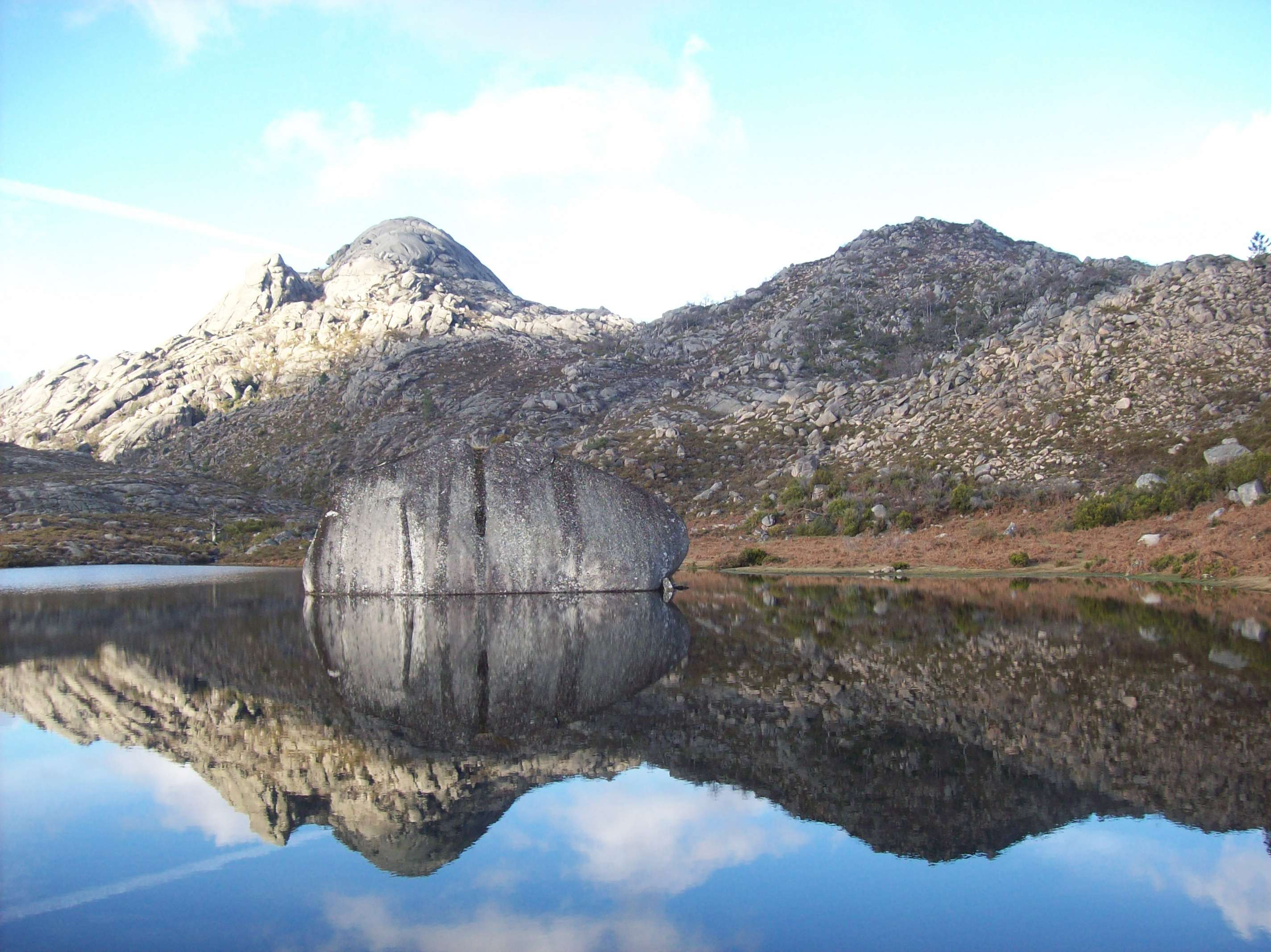
Laguna de la Peneda.

El parque comprende una cordillera de montañas: Laboreiro, Peneda, Suazo, Amarela, Gerez y Pisco; que forman una barrera entre las llanuras de la costa en el oeste y las mesetas en el este. Los montes más altos son el Nevosa (1545 m) y el Sobreiro (1538 m), que se encuentra en la frontera con Galicia, por lo que estas montañas se extienden por Galicia, en la zona que se llama Jurés o Xurés.
Una importante particularidad del paisaje es la constante presencia del agua. Son muy comunes los arroyos y las cascadas en las laderas de los montes y el parque está atravesado por varios ríos, a saber: el Cávado, el Limia, el Homem, el Rabagão, el Laboreiro y el Arado. Existen embalses en la mayoría de ellos: Alto Rabagão, Paradela, Caniçada, Vilarinho da Furnas y Lindoso.
Los pocos pueblos de las tierras altas están situados junto a terrenos de siembra. Los bancales, utilizados para aprovechar al máximo los escasos terrenos, junto con las casitas tradicionales de paredes de granito y tejados típicos, moldean un paisaje donde se nota la indeleble, pero a la vez armoniosa, mano del hombre en algunas de las aldeas más aisladas, como Pitões das Júnias o Ermida.
Las tierras altas tienen una temperatura media de unos 10 °C, variando entre los 4 y los 14 °C. Las precipitaciones son de 2500 mm/año, con más de 130 días de lluvia al año. La nieve suele caer en invierno. Los valles de los ríos Homem y Cávado gozan de un clima bastante más suave, con temperaturas entre los 8 y los 20 °C y una media de 14 °C. La precipitación aquí es de 900 mm y unos 100 días de lluvia al año.

## Geología
Las montañas del parque se formaron hace entre 380 y 280 millones de años entre el periodo permiano y el devoniano. Las cumbres están cubiertas de rocas graníticas. Las más antiguas, las de Amarela, datan de hace 310 millones de años. Existen vetas de minerales como el estaño, el wolframio, el molibdeno y también oro, que fueron explotados en las minas de Carris y Borrageiro, ya cerradas. También hay yacimientos de esquisto y cuarzo, sobre todo en el límite noroeste en Castro Laboreiro.
Algunos valles tienen signos de haber estado bajo la influencia de los glaciares debido a la glaciaciones del Pleistoceno.

## Flora

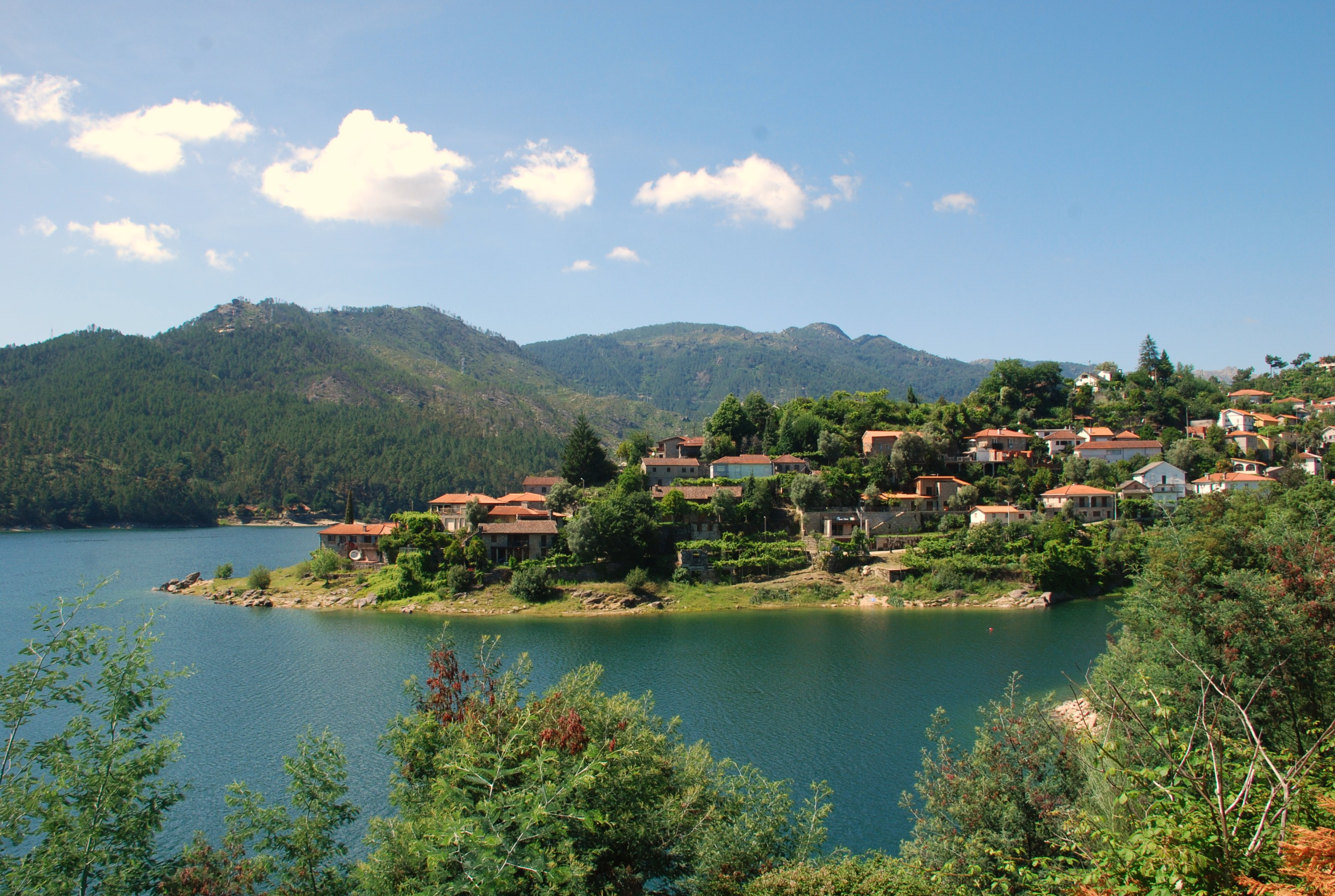
Admeus.

Los valles tienen vegetación exuberante. Los ejemplares más comunes son las distintas especies de roble (Quercus robur, Quercus pyrenaica y Quercus faginea). También se pueden encontrar loros, acebos, madroños, hayas y abedules. Entre las coníferas existen ejemplares de tejo, pino rodeno y persisten pies aislados de pino albar. Algunos bosques, como el de Albergaria y Cabril, se conservan muy bien.
Al acercarnos a las cimas de las montañas la vegetación se hace más escasa. Esto se debe a que el clima es más duro y a que hay más presencia del hombre desde mediados del siglo XX. En esta parte podemos encontrar brezo, aliagas, retamas y enebros.
También hay especies endémicas, de las que sobresale el lirio do Monte o lirio do Gerês (Iris Boissierii). El maíz es el producto más importante de la agricultura local.

## Fauna

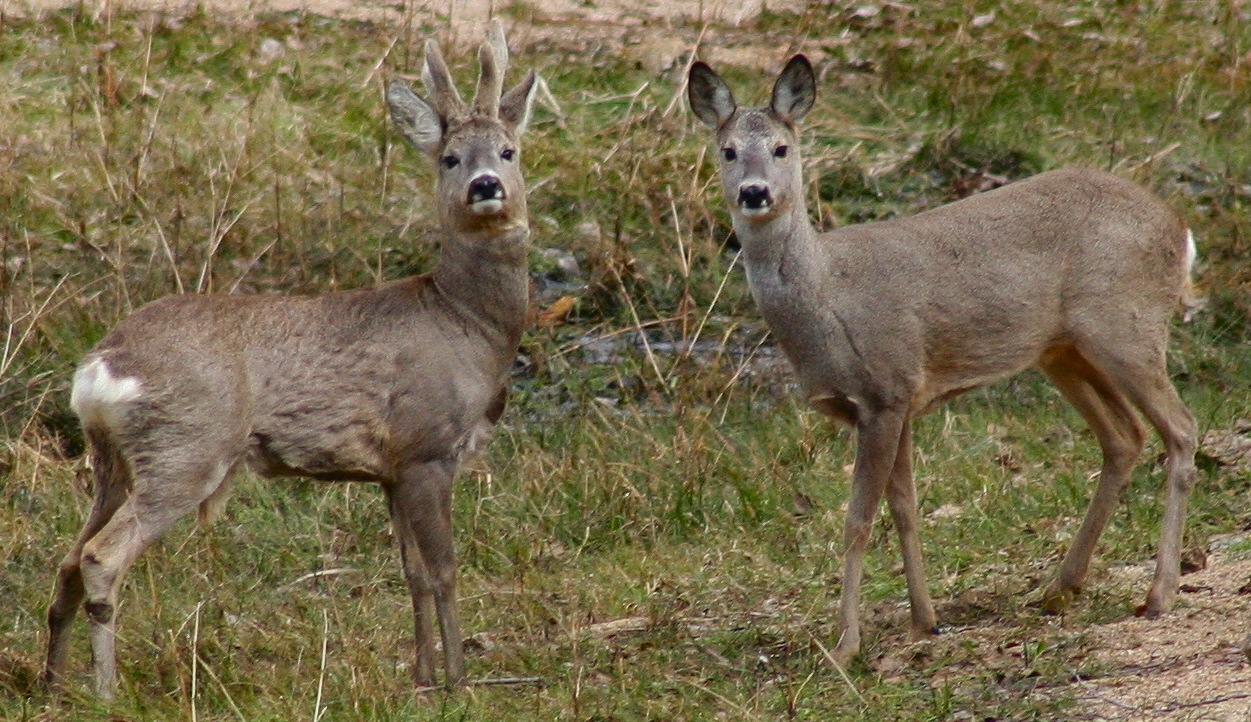
Corzos en el parque.

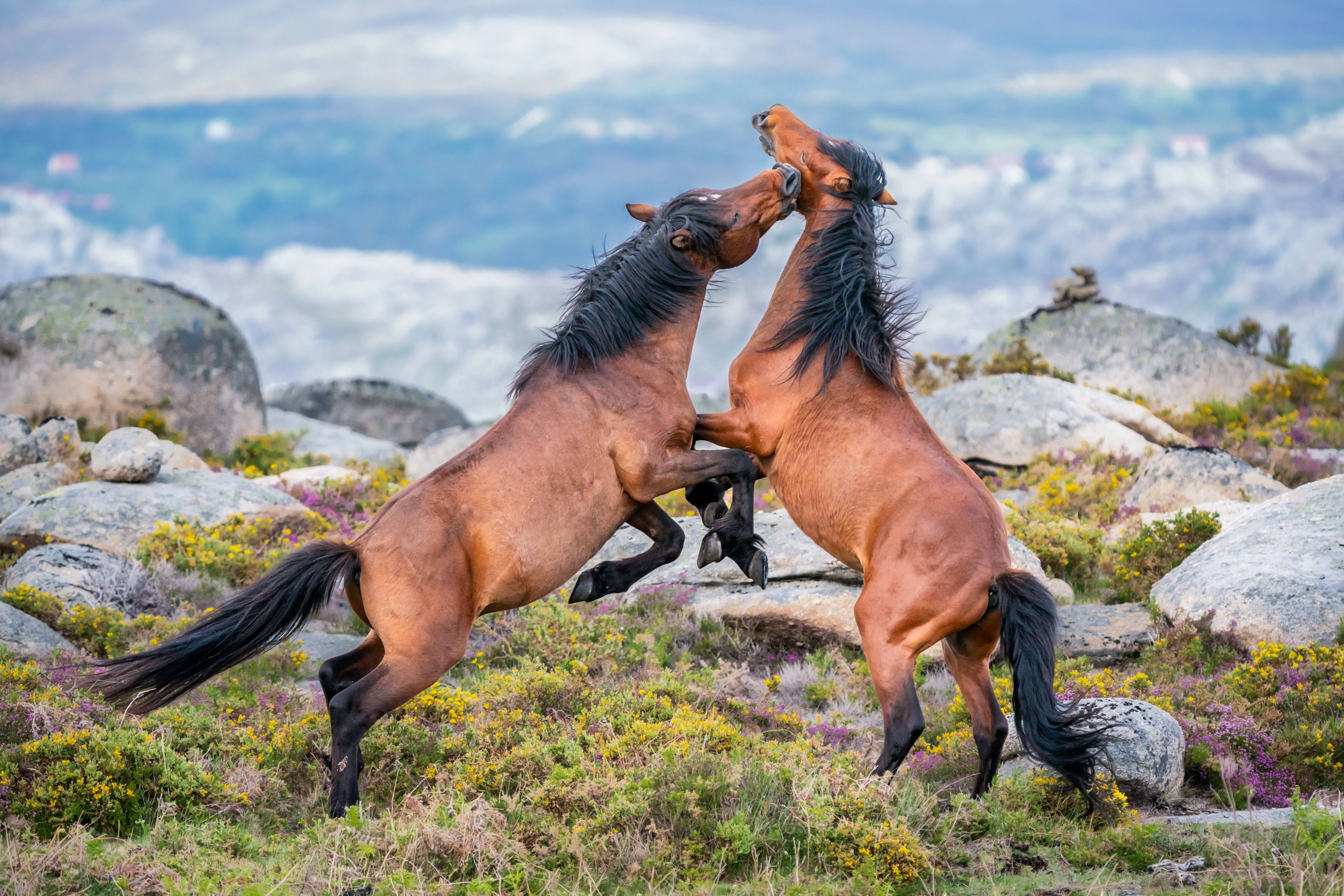
Garrano.

La fauna de Gerez no es tan prolífica como la flora, quizás debido al efecto negativo de la presencia del hombre. Los osos desaparecieron de la zona en el siglo XIX y la cabra montés portuguesa, conocida en el lugar como cabra brava, se vio por última vez en los años 1890.
Sin embargo, muchas especies tienen en el Gerez su último santuario, no sólo de Portugal, sino de toda la península ibérica. El lobo ibérico y el águila real, considerados como una amenaza para el ganado, casi llegaron a la extinción a consecuencia de la caza. Desde finales del siglo XX se han hecho leyes para protegerlos.
Otras especies salvajes relativamente numerosas incluyen a mamíferos como el corzo, el jabalí, la nutria, el gato salvaje, la marta, la garduña y la ardilla. Desde el año 1998 ha sido auto-reintroducida la cabra montés de Gredos (Capra pyrenaica victoriae). 

Entre las aves están el milano real, el ratonero común, el búho real, el halcón y la tarabilla norteña. Entre los reptiles se puede encontrar la víbora hocicuda y la cantábrica, la culebra de agua y el lagarto verdinegro. Por último, entre los anfibios están la salamandra y el sapillo pintojo ibérico.
También merece mención el garrano, una raza autóctona de caballos muy antigua que vive en manadas salvajes por todo el parque.
Otros dos animales domésticos que hay que destacar son la raza bovina barrosão, utilizada en otro tiempo para la agricultura y hoy en día especie en peligro de extinción por haber perdido su utilidad, igual que ocurre con el perro de Castro Laboreiro, un perro guardián de ganado.

## Historia humana
Quizás porque las montañas de Gerez son un lugar bastante inhóspito donde la mera supervivencia es ya muy dura, las primeras señales de presencia humana datan de entre el 4000 y el 3000 a. C. Aún hay dólmenes y otras tumbas megalíticas cerca de Castro Laboreiro y Mourela.

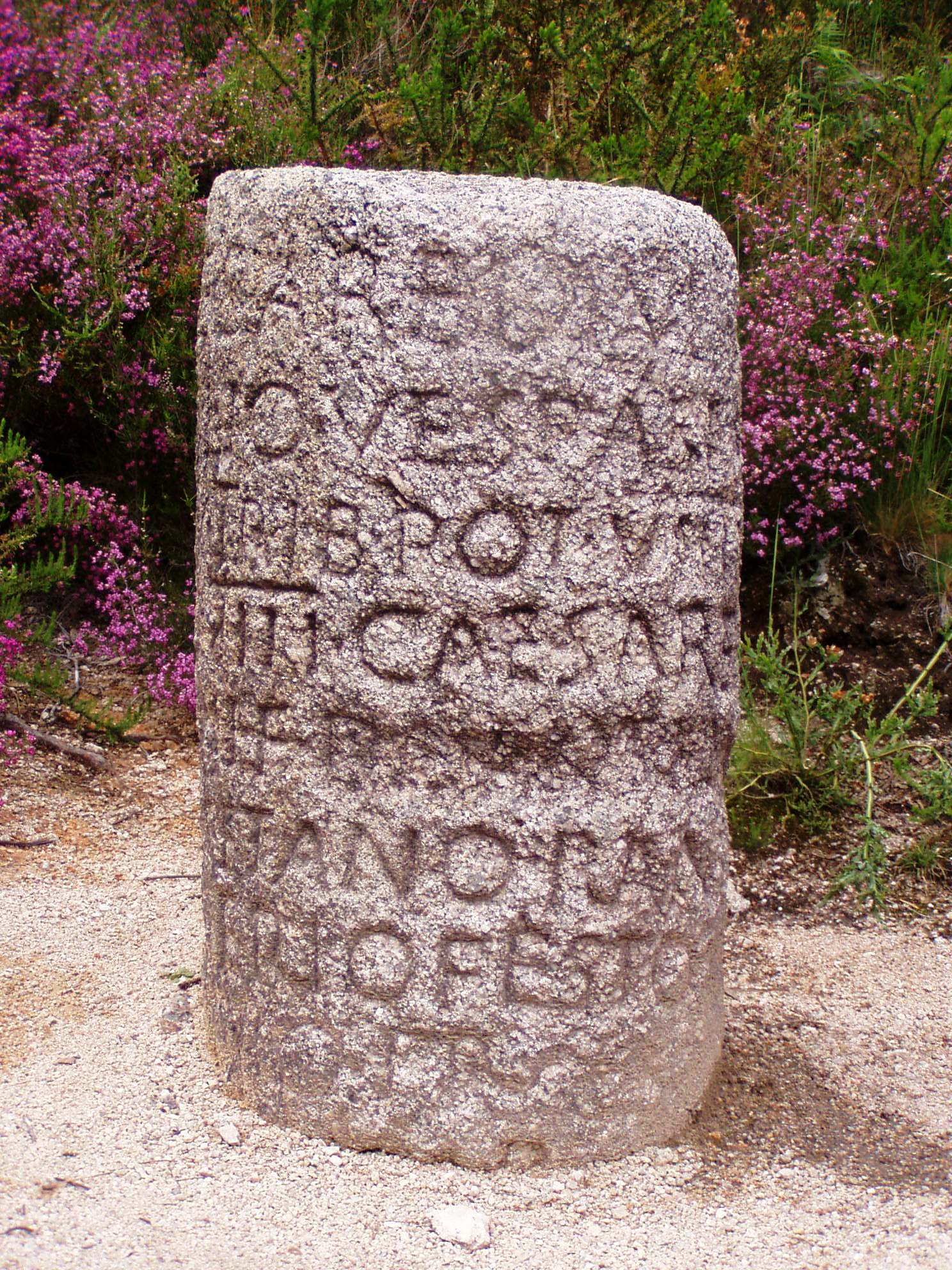
Miliario XXIX en la Vía Nova (Via XVIII según el Itinerario de Antonino), que unía Bracara Augusta (Braga) con Asturica Augusta (Astorga).

La Geira romana es una calzada romana que atraviesa el parque. Conectaba Astorga con Braccara Augusta (actualmente Braga en Portugal). Aún se conservan partes extensas junto al Homem y también algunos puentes romanos y numerosos hitos.
La tribu germánica de los burios acompañaron a los suevos en su invasión de la península ibérica y su asentamiento en la Gallaecia (las actuales Región Norte en Portugal, y Galicia en España). Los burios se asentaron en la zona que queda entre los ríos Cávado (subregión) y Homem, en el área que se conoce como Terras de Bouro (tierra de los burios).
Hasta el siglo XX era costumbre que los habitantes de las montañas de la Serra da Peneda y Montes de Laborero pasar el invierno y el resto del año en dos pueblos distintos. Desde la Pascua en la primera hasta no más tarde de las Navidades en invierno solían vivir en el pueblo de veraneo, normalmente por encima de los 1000 m, conocido como branda (seguramente del portugués brando que significa blando o suave). El resto del año se pasaba en el pueblo de invierno, por lo general situado en algún valle fluvial y al que se conocía como inverneira (del portugués inverno que significa invierno). Esta costumbre prácticamente se ha abandonado con la mejora de las nuevas edificaciones y los nuevos medios de transporte.
En los últimos tiempos también han aumentado el número de ruinas. En 1970 el pueblo de Vilarinho das Furnas quedó anegado por la presa de Vilarinho das Furnas del río Homem. Durante los años en que escasea la lluvia las ruinas del pueblo asoman por el agua atrayendo a miles de turistas.

## Turismo y educación

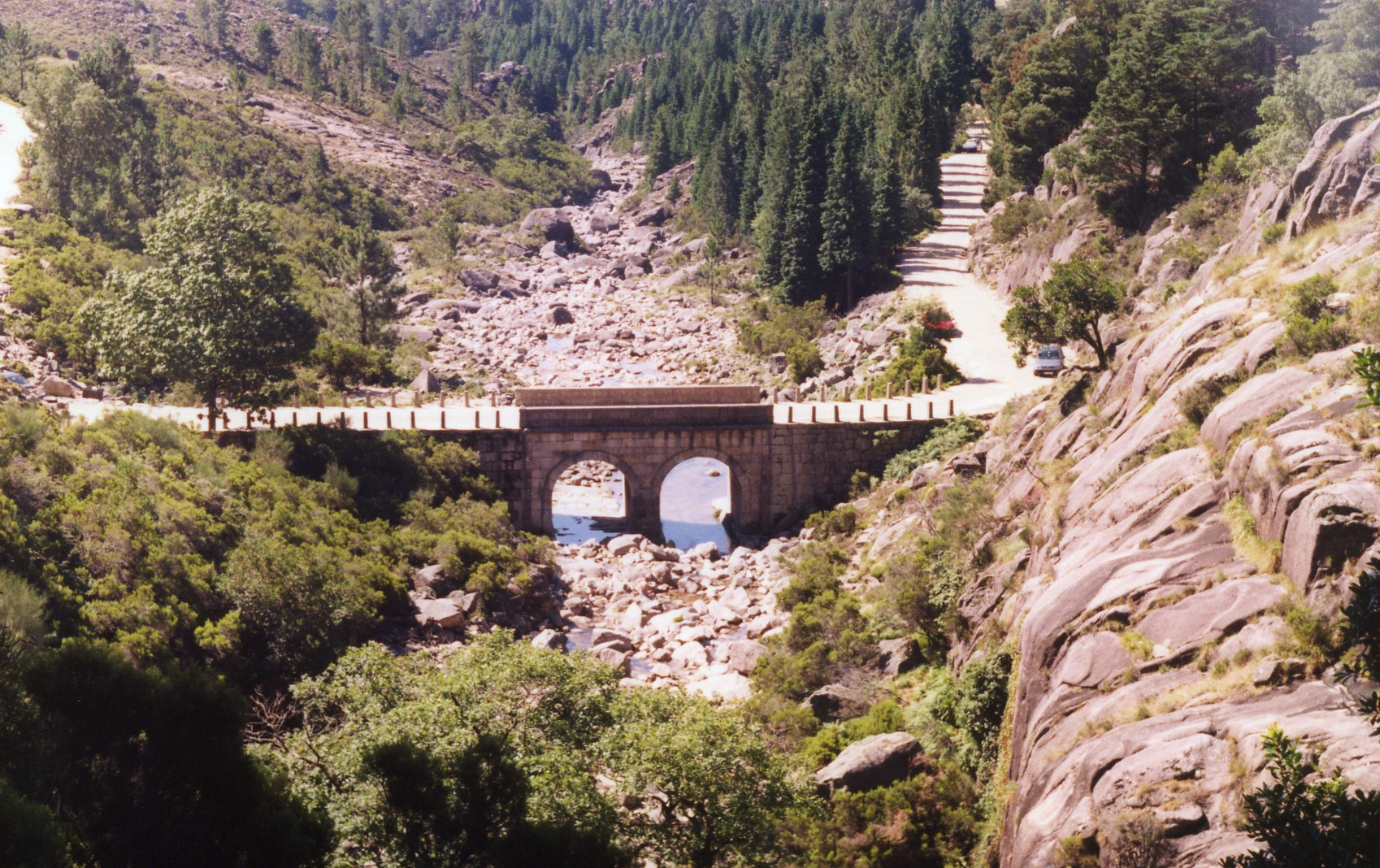
Puente sobre el río Arado.

El parque trata de animar el turismo y de controlarlo al mismo tiempo, ya que la naturaleza del parque no resistiría una entrada masiva de turistas. Según esto, hay seis pequeños sitios de acampada y varias rutas de senderismo señalizadas, lo cual hace que sea bastante fácil encontrar la mayor parte de los lugares interesantes, como los castros de Castro Laboreiro y Calcedónia o el monasterio de Pitôes das Júnias. La ruta de Mézio es una de las más recomendadas para observar algunas de las bellezas locales.
Los lugares más visitados son los que se hallan más cerca de las principales carreteras. Muchos son emblemas de la religiosidad de los portugueses del norte, como por ejemplo los santuarios Nossa Senhora da Peneda, São Bento da Porta Aberta y Bom Jesus do Monte. Otros, en cambio, albergan hórreos, tradicionales construidos de granito y/o madera, como el conjunto de Suazo y Lindoso, conocidos como espigueiros (del portugués espiga) o canastros.
Quizás las dos atracciones más conocidas y por ende visitadas son las numerosas cascadas, en especial la que hay cerca de la antigua estación fronteriza de Portela do Homem y la del pueblo Vilarinho das Furnas, cada vez que la presa del lugar contiene poca agua.
Además, la cercana Universidade do Minho colabora en varios estudios científicos y en investigaciones geológicas y biológicas.